# Nixonia krombeini
Nixonia krombeini är en stekelart som beskrevs av Johnson och Lubomir Masner 2006. Nixonia krombeini ingår i släktet Nixonia och familjen Scelionidae. Inga underarter finns listade i Catalogue of Life.